# Chingia lorzingii
Chingia lorzingii är en kärrbräkenväxtart som beskrevs av Holtt. Chingia lorzingii ingår i släktet Chingia och familjen Thelypteridaceae. Inga underarter finns listade.